# Il killer delle stelle
Il killer delle stelle (The Widowmaker) è un romanzo di fantascienza dello scrittore statunitense Mike Resnick pubblicato nel 1996.
Il romanzo è il primo di una quadrilogia che vede come protagonista il cacciatore di taglie del futuro noto come "il fabbricante di vedove" ("The Widowmaker"), opera ambientata nello stesso continuum narrativo della maggior parte dei lavori dello scrittore e noto come Birthright Universe.

## Storia editoriale
Il romanzo è stato pubblicato per la prima volta negli Stati Uniti nel 1996 e tradotto in edizione russa, francese, polacca, bulgara e italiana, quest'ultima nel 2002.
Il romanzo è ambientato nell'universo narrativo nel quale si svolgono la maggior parte delle opere di Mike Resnick (Birthright Universe) e fa parte della serie dedicata al cacciatore di taglie noto come "il fabbricante di vedove" ("The Widowmaker")), assieme ai successivi romanzi:
- The Widowmaker Reborn (1997)
- The Widowmaker Unleashed (1998)
- A Gathering of Widowmakers (2005).

Sono interessate alla trasposizione cinematografica del romanzo le case di produzione Miramax e Jupiter 9, quest'ultima specializzata in CGI.

## Trama
(Mike Resnick, Il killer delle stelle)
Il famoso killer e cacciatore di taglie Jefferson Nighthawk, detto "il fabbricante di vedove" da centosette anni giace in animazione sospesa in un istituto del pianeta Deluros VIII, il corpo devastato da una malattia incurabile, l'eplasia. I suoi tutori legali sono costretti a risvegliarlo momentaneamente per metterlo al corrente che il denaro necessario a pagare le terapie per mantenerlo in vita è quasi finito. La soluzione temporanea sarebbe quella di clonare Nighthawk, impiegare la copia come killer a pagamento mentre il cacciatore originale avrebbe continuato il suo sonno criogenico in attesa della scoperta di una cura alla malattia.
Dopo soli tre mesi il clone del fabbricante di vedove è pronto e addestrato all'impiego. Viene inviato su Solio II per ricevere il nuovo incarico: catturare e possibilmente uccidere l'uomo che nove anni prima aveva assassinato Wislow Terlaine, il governatore del pianeta. Il compito gli è stato assegnato dal capo della sicurezza governativa, James Hernandez, che ha fortemente voluto la clonazione del fabbricante di vedove. Il nuovo Nightahwk si reca sul pianeta Tundra dove viene subito affrontato dall'assassino del governatore, il Marchese di Queensbury, potente tiranno di molti mondi di frontiera sui quali ha imposto il suo racket. I due si affrontano duramente e al termine dello scontro, terminato in parità, imparano a stimarsi reciprocamente. Nighthawk accetta la proposta del Marchese di servirlo come sicario e ben presto viene chiamato ad un nuovo incarico: dovrà uccidere la criminale telecinetica Spanish Lace, scomoda concorrente per il boss. Il clone di Nighthawk, nonostante spietato sicario, è al mondo da soli tre mesi e il suo addestramento ha fatto di lui un killer pericoloso ma non un uomo esperto della vita: suo malgrado è costretto a eliminarre la criminale, riconoscendo nel suo passato di emarginazione, in quanto "diversa", affinità con la sua condizione. Tornato su Tundra il clone si innamora perdutamente della donna del Marchese, la spogliarellista mutante Melisande, detta la Perla di Maracaibo, che lo irretisce e lo provoca sessualmente, facendosi beffe della sua inesperienza.
Sul pianeta il clone di Nighthawk ha modo di salvare la vita a "Lizard" Malloy, ricercato dal Marchese per vendicarsi di una truffa subita. L'uomo pavido ma opportunista si protegge dietro al fabbricante di vedove per evitare di essere ucciso dai sicari del Marchese e nel contempo cerca di dissuadere il clone dal frequentare Melisende, riconoscendo in lei una pericolosa arrivista propensa al tradimento e temendo l'ira del Marchese. Il clone di Nighthawk viene incaricato di rintracciare il famoso ladro "Babbo Natale", ex sacerdote tradito dalla sua Chiesa, specializzatosi in furti e rapine a danno di congregazioni religiose. Il clone rintraccia il fuggitivo ma non lo uccide, stringendo con lui un patto di reciproca collaborazione che il Marchese è costretto, suo malgrado, ad accettare. Il clone di Nighthawk viene messo in guardia da "Babbo Natale" sul probabile coinvolgimento diretto di Hernandez nella morte del governatore, sul tradimento di Melisende, spia di Hernandez, e sulla necessità di non legarsi sentimentalmente con la donna.
Il clone di Nighthawk decide di dirigersi su Solio II per uccidere Hernandez per poi spostarsi su Deluros VIII per eliminare il fabbricante di vedove originale, affrancandosi così dalla sua ingombrante ombra. Con l'aiuto di "Babbo Natale", che prova simpatia per l'ingenuo ragazzo, convince il Marchese e Melisende a seguirlo nel viaggio ma durante la rotta, folle di gelosia per il rapporto tra la donna e il Marchese, uccide quest'ultimo. Melisende riesce a fuggire su Solio II per raggiungere il suo vero capo Hernandez. Il clone, nonostante "Babbo Natale" tenti in ogni modo di dissuaderlo, è ancora innamorato della donna e, una volta giunto su Solio II, si introduce nel palazzo di Hernandez ben presidiato. Al termine di una sanguinosa incursione il clone viene ucciso dalle guardie, non prima di aver a sua volta eliminato Melisende.

## Personaggi
Jefferson NighthawkLeggendario cacciatore di taglie, soprannominato "il fabbricante di vedove". Da centosette anni è tenuto in animazione sospesa in attesa di una cura contro la malattia che lo affligge.
Il clone di Jefferson NighthawkLa copia del fabbricante di vedove, dall'età apparente di ventitré anni ma al mondo da soli tre mesi. Killer addestrato e letale ma emotivamente inesperto.
Ito KinoshitaL'addestratore del clone di Nighthawk.
James HernandezIl capo della sicurezza governativa di Solio II, l'uomo che ha richiesto specificamente i servigi di Nighthawk.
Wislow TerlaineIl governatore del pianeta Solio II; del suo omicidio è accusato il Marchese di Queensbury.
Il Marchese di QueensburyIl suo vero nome è Alberto da Silva. Da anni ha messo in piedi una proficua organizzazione criminosa che lo ha portato a capo di decine di mondi sui quali ha imposto il suo racket. Viene ucciso dal clone di Nighthawke follemente innamorato della sua donna, Melisende.
John Jacob "Lizard" MalloySoprannominato "Lizard", in lingua inglese "lucertola" per via della sua pelle, che ha assunto caratteristiche simili a quelle di un rettile dopo un incidente occorso su di un asteroide minerario. Dal carattere pavido e opportunista, inizialmente si associa al clone di Nighthawk per ottenere protezione da lui contro le minacce del Marchese di Queensbury che aveva truffato, successivamente lo tradisce dietro compenso di Hernandez.
MelisandeBellissima e sensuale mutante dalla pelle blu. Lavora come spogliarellista con il nome d'arte di "Perla di Maracaibo" nel locale del Marchese di Queensbury, di cui è anche la donna. Disinibita e opportunista, ha una storia con il clone di Nighthawke che la donna continua a provocare sessualmente. Melisande rifiuta di lasciare il potente boss per seguire il giovane innamorato e inesperto cacciatore di taglie. Verrà uccisa dallo stesso clone di Nighthawke follemente innamorato e geloso, dopo aver scoperto che la mutante è una spia di Hernandez.
Spanish LaceCriminale dotata di poteri telecinetici. Rintracciata dal clone di Nighthawk sul pianeta Yukon e uccisa su commissione del Marchese di Queensbury.

## Edizioni
- (EN) Mike Resnick, The Widowmaker, 1ª ed., New York, Bantam Spectra, 1996,  p. 293, ISBN 0-553-57160-5.

- Mike Resnick, Il killer delle stelle, traduzione di Antonia Sala, Urania n. 1449, Mondadori, 2002,  p. 266.